# 스페이스 트러커
《스페이스 트러커》(Space Truckers)는 영국, 미국, 아일랜드에서 제작된 스튜어트 고든 감독의 1996년 코미디, SF, 모험 영화이다. 데니스 호퍼 등이 주연으로 출연하였고 스튜어트 고든 등이 제작에 참여하였다.

## 출연

### 주연
- 데니스 호퍼
- 스티븐 도프
- 데비 마자르

### 조연
- 조지 웬트
- 베론 웰스
- 바바라 크램톤
- 쉐인 리머
- 찰스 댄스
- 팀 론
- 올웬 파우에레

## 기타
- 공동제작: 모건 오설리반
- 협력프로듀서: 헤이디 르빗
- 미술: 시몬 머톤
- 의상: 존 브룸필드
- 영화사: Interal Production
- 영화사: Mary Breen-Farrelly
- 영화사: Pachyderm Production